# Kostel svatého Jana Křtitele (Heroltice)
Kostel svatého Jana Křtitele v Herolticích je původně barokní kaplí z roku 1718, později přestavěnou. Od roku 2009 je kostel chráněnou kulturní památkou.

## Historie
Historie kostela sv. Jana Křtitele v Herolticích sahá do počátku 18. století. V letech 1715 -1718 byla postavena kaple z kamene (dnešní loď kostela) zasvěcená sv. Janu Křtiteli. Současná podoba svatostánku je výsledkem přístavby roku 1910. Při této rekonstrukci byly vnitřní stěny vyzdobeny ojedinělým květinovým vzorem, který se zachoval až do dnešní doby, dále byla přistavěna věž a kůr s varhanami. O šedesát let později, roku 1970, dostal kostel novou fasádu. Náročnou, především vnější rekonstrukcí prošel kostel v letech 2009–2015. Ta se uskutečnila především díky veřejné sbírce Živé Heroltice a finančním prostředkům z rozpočtu města Štíty. Během této doby byla nově pokryta střecha kostela šindelem, věž a věžička byly pokryty mědí, byl opraven kůr, proběhly náročné restaurátorské práce na varhanách a byla zcela zrenovována fasáda na zdivu kostela i na věžičce. Renovovány byly i dvě pískovcové skulptury v areálu kostela.
Ve věži byly původně zavěšeny tři zvony, ze kterých se zachoval pouze jeden. V roce 2015 vyrobila dílna akademického sochaře a mistra zvonaře Josefa Tkadlece z Halenkova u Vsetína nový zvon. V roce 2016 byl tento zvon sv. Václava slavnostně vysvěcen a v roce 2017 byl po opravě zvonové stolice zavěšen.

## Popis
Areál kostela je situován uprostřed obce u silnice. Jeho součástí je budova bývalé fary z 1. poloviny 19. století, která je rovněž nemovitou kulturní památkou. Před vchodem do kostela stojí kamenný kříž s korpusem Ježíše Krista, opodál pak sousoší sv. Trojice s motivy sv. Rozálie a sv. Jiří.
Samostatně stojící zděný orientovaný kostel s půlkruhovým závěrem má na jihu k hlavní lodi přistavěnou věž a sakristii.
Průčelí kostela zvýrazňuje volutový štít a hlavní vchod. Nad vstupními dveřmi je půlkruhový světlík s masivní kovovou mříží ve tvaru ratolesti, uprostřed je kruhový emblém s křížovým motivem. Ve štítu je mezi pilastry umístěn plastický kruhový rám s monogramem IHS. Na loď s plochým stropem navazuje půlkruhové kněžiště se zúženým trojbokým závěrem. Sál osvětlují dvě řady oken s půlkruhovými záklenky, umístěné nad sebou v podélné stěně. Střecha nad lodí nese mohutný sanktusník. Pod sakristií je malá krypta. Kostel má 28 m vysokou boční věž s neorománskými prvky, zakončenou jehlancovou střechou. Věž je po římsu třípatrová a následuje zvonicové patro s prolomenými okny.
Převážná část obrazové výzdoby kostela (mimo Křížové cesty) je věnovaná životu a smrti Jana Křtitele. Vlevo od oltáře se nachází vzácná soška Panny Marie. Nejzajímavější části výzdoby jinak hladkých vnitřních omítek je šablonová výmalba s neobvyklými květinovými motivy a ornamenty z počátku 20. století. Dřevěná kruchta je vybavená varhanami z dílny Rieger-Kloss z Krnova. Nástroj z roku 1910 byl roku 2011 díky veřejné sbírce zrestaurován.